# Bitka pri Visu (1866)
Bitka pri Visu je bila največja pomorska bitka v Jadranskem morju. Do bitke je prišlo 20. julija 1866, po tem, ko je italijansko ladjevje poskušalo zasesti otok Vis (Italijansko: Lissa), ki je v tistem času spadal pod Avstrijsko cesarstvo. Po priplutju avstrijskega ladjevja, ki mu je v zadnjem trenutku uspelo preprečiti zavzetje otoka, se je vnela srdita pomorska bitka, v kateri je dosti manjšemu in slabše oboroženemu avstrijskemu ladjevju uspelo potopiti dve italijanski ladji, ter tako doseči zmago. Bitka  pri Visu je bila prva velika bitka po Trafalgarju ter tudi prva velika bitka, v katero so bile vpletene oklepne bojne ladje. Ugotovitve iz te bitke so naslednjih trideset let pomembno vplivale na gradnjo ladij, topov in taktiko pomorskega vojskovanja po celem svetu.

## Dogajanje pred vojno
Po propadu napoleonove Francije so na vzhodnem delu Jadranskega morja ponovno zagospodarili Avstrijci. Ti so kmalu dojeli pomembnost morja za nadaljnji gospodarski razvoj države. Začetki so bili skromni. V začetku jim je bilo v veliko pomoč veliko število zaplenjenih francoskih ladij in dobro opremljene ladjedelnice, od katerih je še posebej izstopal beneški arzenal. Z industrijskim napredkom so se stvari začele naglo spreminjati tako na področju trgovskega kot tudi na področju vojaškega ladjevja. V tem času je trgovina med italijanskimi državicami in Avstrijo naglo naraščala. Trgovska menjava se je nekoliko zaustavila po letu 1848, v petdesetih letih devetnajstega stoletja pa je prišlo do ponovnega razcveta pomorske trgovine.
Leta 1860 se je položaj popolnima spremenil. Na apeninskem polotoku je izbruhnila vojna za osvoboditev in združitev, ki jo je vodil general Giuseppe Garibaldi. Naslednje leto je prišlo do združitve in do razglasitve kraljevine Italije, s kraljem Viktorjem Emanuelom II. na čelu. Položaj na Jadranu se je s tem močno spremenil, saj je nova država že od vsega začetka pričela uveljavljati svoje interese, ki so kmalu trčili ob interese Avstrijskega cesarstva in le vprašanje časa je bilo, kdaj bo prišlo do obračuna med državama. Leta 1866 je prišlo do vojne med Italijo in Prusijo na eni strani ter Avstrijo na drugi strani. Avstrijska vojska je zmagala v bitki pri Custozzi (kraju blizu Verone), vendar pa je že čez nekaj dni zgubila odločilno bitko proti Prusom, v bitki pri Sadovi. Do vojne pa je prišlo tudi na morju. Po porazu Avstrije, ki je bila sedaj demoralizirana in oslabljena, se je italijanska mornarica odločila zasesti otok Vis, od nekdaj nekakšen Gibraltar Jadranskega morja.

## Italijanske priprave
Italijansko ladjevje se je zbralo v Anconi, kjer je 5. julija 1866 dobilo navodila za vojno proti avstrijskemu ladjevju. Avstrijsko floto bi morali napasti in premagati na odprtem morju, ostanek ladij pa blokirati v pristaniščih ter zavzeti otoke Vis, Lastovo, Cres in še nekatere druge. Ladjevje je sestavljalo 25 ladij, od katerih je bilo 11 oklepnic pod poveljstvom admirala Persana. To število je kasneje naraslo na 34. Medtem pa so priprave za napad na Vis tekle izredno počasi. Te je enkrat celo prekinila avstrijska flota, ki se je brez opozorila pojavila pred Ancono. Do boja sicer ni prišlo, saj se je flota čez nekaj časa umaknila. Zaradi te avstrijske predrznosti se je v naslednjih dneh pritisk na italijanskega admirala Persana povečal. Od njega so celo zahtevali, da mora zasesti Istro ali Trst ali pa katero drugo pomembno področje. Tako je ladjevje v naslednjih dneh izplulo iz Ancone in odplulo do Visa, kjer je med 9. in 11. julijem križarilo okoli otoka. Ker avstrijskega ladjevja ni bilo na spregled, se je 13. julija vrnilo v Ancono. Prišlo je do odločitve, da se operacija za zavzetje Visa ponovi.

## Avstrijske priprave
9. maja 1866 je bil za poveljnika avstrijske flote imenovan Wilhelm Tegetthoff, izredno sposoben mladi poveljnik in strateg, ki je že zelo zgodaj napredoval do admiralskega položaja in nato poveljnika flote. Pred bitko mu je uspelo povečati moč avstrijske flote tako, da je na ladjah povečal zaloge premoga, izboljšal oborožitev ter v floto vključil dve, sicer še nedokončani, oklepni fregati SMS Erzherzog Ferdinand Max in SMS Habsburg. Kljub tem drastičnim in hitrim pripravam pa je bila avstrijska flota v primerjavi z italijansko še vedno v precej slabšem položaju, imela pa je sposobne poveljnike in predano posadko, ki so jo sestavljali večinoma dalmatinci.

## Avstrijsko ladjevje
Avstrijci so se izgradnje svoje vojne mornarice resneje lotili šele okoli leta 1836, ko je bila splovljena njihova prva vojna ladja na parni pogon SMS Maria Anna. V naslednjih letih se je Avstrijsko vojno ladjevje skokovito povečalo in posodobilo, saj so bile v uporabo predane kar štiri velike bojne ladje in večje število manjših. V štiridesetih letih devetnajstega stoletja se je ladjevje tako povečalo, da je poleg močne eskadre, ki je varovala Jadransko morje imelo še dve dodatni eskadri, ki sta uveljavljali avstrijske interese tudi na Sredozemskem morju. Leta 1848, znanem tudi kot leto revolucij, je v avstrijski mornarici prišlo do prave katastrofe. V Italiji je izbruhila državljanska vojna. Ker je bila večina kadrov v Avstrijski mornarici italijanskega rodu, je kar 113 ladij od 162 prestopilo na stran beneških upornikov in tako je avstrijska mornarica čez noč praktično nehala obstajati. Šele po nekaj mesecih je bil upor zadušen. Da se v prihodnje to ne bi več ponovilo, je avstrijsko poveljstvo odločilo, da oporišče vojnega ladjevja iz Benetk premesti v Trst, iz mornarice pa je bil odstranjen tudi ves italijanski vpliv. Po vojni za Schleswig-Holstein (1864) se je moč avstrijske mornarice še dodatno povečala.
Leta 1850 je bilo za glavno oporišče avstrijskega vojnega ladjevja izbrano pristanišče Pulj, ki se je v naslednjih letih pod poveljstvom Ferdinanda Maksimilijana razvilo v eno večjih pristanišč na  obali Jadranskega morja. V tem času se je vojna mornarica znatno povečala, saj so bile v uporabo predane številne oklepne topnjače in fregate. Izboljšalo se je tudi znanje častnikov.

## Italijanska mornarica
Novonastala država je že kmalu po svojem nastanku začela z izgradnjo ladjevja. Pri tem ni imela nobenih večjih težav, saj so imele posamezne pokrajine precej dobro razvito ladjedelništvo in veliko izkušenih pomorščakov. V nekaj letih je bilo v njej že 10.000 mornarjev in podoficirjev, okoli 300 nižjih oficirjev, 48 višjih oficirjev in 16 admiralov ter 400 kadetov.

## Spopad
Operacija za napad na Vis se je začela 16. julija 1866, ko je vsa italijanska flota izplula iz Ancone. Ko je flota prispela do otoka, je Persano naredil napako, ko otoka ni zavzel ob svitu ter tako presenetil avstrijske posadke in ladjevja. Namesto tega je ves naslednji dan križaril okoli otoka. Izdelanega pa ni imel niti načrta za napad na otok, čeprav so italijanski oficirji otok dobro poznali še iz časa služenja v avstrijski mornarici.
Napad na otok se je tako začel šele 18. julija okoli pol enajstih dopoldan, s topniškim obstreljevanjem obalnih baterij. Medtem pa so se topnjače odpravile na Hvar, da bi na obali presekale podmorski telegrafski kabel, ki je povezoval Vis preko Hvara in Brača s Splitom. Vis je branilo le 88 večinoma zastarelih topov in posadka, ki je štela 1830 vojakov. Italijansko obstreljevanja je na kopnem povzročilo le malo škode, ponehalo pa je šele po nekaj urah. Medtem pa so imele topnjače pri iskanju kabla velike težave, saj kabla niso našle. Zato so se na Hvaru izkrcali vojaki, vendar jim prebivalci otoka niso želeli pokazati kje poteka kabel. Po nekaj urah iskanja so zvezo končno prekinili, vendar le med Hvarom in Splitom, medtem ko je zveza med Hvarom, Bračem in Splitom ostala nedotaknjena. Tako  so iz Visa v Pulj brez problema poslali sporočilo o prihodu italijanske flote. Naslednji dan se je napad nadaljeval. Tokrat so Italijani napadli baterije v pristanišču. Štiri oklepne križarke so zaplule v pristanišče in napadle pristaniške utrdbe in eno zaradi eksplozije smodnika popolnoma uničile, dve pa onesposobile za nadaljnji boj. Do izkrcanja na otoku pa ni prišlo. Naslednji dan je italijanska flota dobila okrepitve, popolnima novo oklepno linijsko ladjo Affondatore, štiri lesene ladje in transportni parnik za prevoz čet. Ponoči so se začele vremenske razmere iz ure v uro slabšati, okrepil se je južni veter, zaradi katerega so bili valovi čedalje višji. 20. julija 1866 se je admiral Persano dokončno odločil za zavzetje Visa. Medtem, ko se je italijansko izkrcevalno ladjevje približevalo viškemu pristanišču, se je na obzorju pojavila celotna avstrijska flota. Položaj se je v trenutku spremenil. Izkrcanje so takoj prekinili in se začeli pripravljati na bitko. Avstrijsko ladjevje je nekoliko zamujalo, saj je bil Tegetthoff prepričan, da gre zgolj za slepilni napad in da bo do glavnega napada prišlo nekje drugje. Zamudo pa je nekoliko povečalo še slabo vreme.
Italijansko ladjevje se je v pripravah na bitko razvrstilo v dve liniji, pri čemer so bile v prvi koloni oklepne ladje, v drugi pa so se zbrale manjše lesene vojne ladje. Obe koloni sta pluli skoraj vzporedno proti severu, Avstrijci pa so se približevali iz smeri severozahoda. Ker je bilo italijansko ladjevje bistveno močnejše od avstrijskega, je bila edina rešitev, da se ta izogiba neposrednemu topniškemu obstreljevanju. Namesto tega bi bilo potrebno izpeljati odločilen naskok in v italijanskih vrstah povzročiti zmedo, ki bi omogočala boj na blizu. Avstrijske ladje so bile razvrščene v tri skupine po sedem ladij, ki so plule ena za drugo tako, da so bile razporejene v formaciji kljuna. Na čelu prvega klina je bila zastavna ladja SMS Erzherzog Ferdinand Max.
Italijani proti avstrijski taktiki niso ukrepali, saj so pričakovali klasični boj na daljavo, katerega niso mogli izgubiti. Bitka se je začela ob tri četrt na enajst, ko je italijanska oklepnica Principe di Carignano odprla ogenj. Plula je na čelu leve kolone. Za to ladjo je plula oklepna fregata Castelfidardo in Ancona, potem pa je sledila velika vrzel v koloni, ki je nastala zaradi poznega preurejanja. V praznem prostoru je plula izpostavljena ladja Re d'Italia, največja oklepnica italijanskega ladjevja. Za to ladjo daleč zadaj sledile naslednje ladje: Palestro,  San Martino, Re di Portogallo. Avstrijska flota se je italijanski izredno hitro prebliževala. Ker je bila stisnjena, italijansko ladjevje pa je bilo raztegnjeno v dveh vrstah, jo italijanske ladje niso mogle učinkovito obstreljevati, razdalja med posameznima ladjevjema pa se je hitro zmanjševala. Že po nekaj minutah spopada so avstrijske ladje začenjale dobivati prve udarce. Italijanska krogla je zadela oklepno fregato SMS Drache, pri tem pa je bil ubit poveljnik ladje. Zaradi silovitosti bitke se je vidljivost drastično zmanjšala, kar je prekrižalo načrte Avstrijcem, da bi že v prvem naskoku prebili boke nekaj italijanskim ladjam. Hkrati pa jim je zmanjšana vidljivost omogočila, da so prišli skozi vrzel v italijanski koloni. Tegetthoff je kmalu spoznal, da je zgrešil glavo italijanske bojne vrste, zato je ob 10.50 uri naglo obrnil proti severu, da bi znova napadel bojno kolono. Drugi klin avstrijskih ladij, ki ga je vodila lesena dvopalubna parna linijska ladja SMS Kaiser, se je zdaj znašla pred italijansko linijo, temu klinu je sledila še skupina starejših lesenih bojnih ladij, ki se niso mogle učinkovito upirati sodobnim italijanskim ladjam, zato so bile močno poškodovane. Med bojem in zmedo je po naključju prišlo do srečanja italijanske ladje Affondatore in stare avstrijske linijske ladje SMS Kaiser. Ladji sta se spopadli na razdalji 100 metrov, kjer sta obe odpri ogenj iz vseh topov ter si tako ena drugi prizadejali številne poškodbe, nato pa se oddaljili in izginili v gostem smodniškem dimu. Nenadoma se je pred Kaiserjem pojavila ladja Re di Portogallo. 
Poveljnik ladje Kaiser komodor Petz je izkoristil situacijo in se z vso hitrostjo zaletel v bok ladje  Re di Portogallo, ki pa se kljub hudim poškodbam ni potopila. SMS Kaiser je nato plula naprej in se nato spustila v boj z oklepnico Maria Pia. Medtem se je položaj avstrijskega ladjevja močno poslabšal, saj so italijanske ladje z vso močjo napadle lesene ladje v avstrijski floti. 
Tegetthoff je opazil grozečo nevarnost, zato je svoje bojne ladje naglo obrnil in priskočil na pomoč ostalemu ladjevju. Nastala je gneča in boj iz bližine, prav tisto, kar si je Tegetthoff najbolj želel. Avstrijska ladja SMS Erzherzog Ferdinand Max se je zaman zaletavala v italijanske oklepnice, dokler ni Tegetthoff 700 metrov stran opazil oklepnico Re d'Italia.  SMS Erzherzog Ferdinand Max se je z vso hitrostjo zaletela v italijansko ladjo, tako da je svoj premec zarila dva metra globoko v nasprotnika. Avstrijska ladja je nato z vzvratno vožnjo rešila premec, v trupu nasprotnikove ladje pa je nastala ogromna luknja. Ladja se je začela naglo potapljati. Bitka se je nato nadaljevale z nezmanjšano silovitostjo. Italijani so se zaradi izgube ladje želeli maščevati, zato se je v napad pognala ladja Ancona, ki se je skoraj zaletela v avstrijsko ladjo SMS Ferdinand Max in korveto SMS Elisabeth, med obračanjem pa se je nato zaletela v italijansko oklepnico Varese. Ladji sta bili tako poškodovani, da sta le s težavo nadaljevali boj.
Okoli poldneva je na morju zavladale že prva zmeda. Ladje iz obeh strani so se med srditimi boji razkropile po morju, zato sta poveljnika obeh flot signalizirala, naj se vse ladje zberejo okoli poveljniških ladij. Medtem pa se je zgodila prva drama. Italijansko topnjačo Palestro je zajel požar, poleg tega pa sta jo preganjali še dve avstrijski vojni ladji. Poškodovana ladja se je med begom uspela zateči pod okrilje lastnega ladjevja, vendar s tem še vedno ni bila rešena, saj se je na njej požar že razširil. Ko so nekoliko pozneje že mislili, da se požar na ladji umirja, je prišlo do vrste silovitih eksplozij. Ladja se je v trenutku potopila in s seboj vzela 250 mornarjev. Rešilo se jih je zgolj 23.
Okoli treh popoldan se je začela bitka umirjati. Zaradi hudih poškodb na obeh straneh nekatere ladje niso bile več sposobne nadaljevati bitke. Poleg tega pa je italijanski floti začelo primanjkovati streliva in premoga. Zato je admiral Persano ukazal umik proti Anconi. Medtem, ko se je italijansko ladjevje začelo umikati, so prve avstrijske ladje zaplule v pristanišče Vis, kjer so jih slovesno sprejeli.

## Analiza bitke
Avstrijci so v bitki dosegli dvojno zmago. Preprečili so zavzetje Visa in na morju premagali veliko večjo in močnejšo italijansko floto. V bitki niso izgubili nobene od ladij, čeprav so bile nekatere ladje močno poškodovane. Padlo je le 56 mož, med katerimi so bili trije oficirji. Italijanska flota je izgubila dve ladji, padlo je 643 mož, med katerimi je bilo 38 oficirjev.
Avstrijska flota je med boji pokazala močan ofenzivni duh, k zmagi pa so veliko pripomogli številni naskoki avstrijskih ladij na italijansko floto. Italijanska stran se je bojevala prav tako požrtvovalno in bojevito, kar pa ji ni dosti pomagalo, saj je šepalo vodstvo v floti, ki je med potekom bitke storilo veliko taktičnih napak, ki so italijansko floto stale zmage. O silovitosti bitke govori tudi število izstreljenih topovskih granat. Avstrijci so med bitko jih izstrelili 4566, cilj jih je zadelo le 414, Italijani pa 1580 granat, od katerih jih je cilj zadelo kar 500. 
Po bitki pri Trafalgarju je bila to prva bitka na odprtem morju. Do tedaj je spopadov na morju prihajalo le v bližini obale. Poleg tega pa je bila to prva večja pomorska bitka, v katero so bile v velikem številu vključene velike oklepne bojne ladje. Po bitki so ugotovili, da tedanji topovi niso sposobni potopiti sodobnih dobro grajenih oklepnih ladij. Med bitko niti ena ladja ni bila potopljena zaradi topovskih izstrelkov. Bitka je tako v naslednjih tridesetih letih močno vplivala na pomorsko vojaško doktrino, razvoj topništva in načina gradnje bojnih ladij.

## Dogodki po bitki
Po bitki je bilo sklenjeno premirje, s  katerim si je avstrijsko ladjevje za dlje časa zagotovilo prevlado na Jadranu. Drugi dan po bitki je kontraadmiral Tegetthoff prejel odločbo o povišanju o viceadmirala. Na italijanski strani je prišlo do velikega razočaranja. V Anconi, kamor se je vrnilo poraženo italijansko ladjevje, so izbruhnile demonstracije. Nekaj dni pozneje sta bila s položajev odstavljena admirala Persano in Albini. Nadomestil ju je admiral Vacca. Razpoloženje se je 6. avgusta še poslabšalo, ko je slabo vreme na sidrišču potopilo ladjo Affondatore, ponos italijanske mornarice. Vsem trem admiralom so sodili pred vojaškim sodiščem. Admiralu Persanu so vzeli položaj in čin, admirala Albina in Vacca pa so predčasno upokojili. Glavni krivec za poraz italijanskega ladjevja je bil še vedno Persano, ki je ukazal zapustiti bojišče predhodno, čeprav je bilo njegovo ladjevje še vedno močnejše od avstrijskega.
Z Dunajskim mirom je Italija pridobila celotno ozemlje Benečije. V političnem življenju se je pojavilo gibanje Iredentistov, ki so za Italijo zahtevali velika področja Tirolske, Furlanije, Istre in jadranske vzhodne obale.